# Herbert Seifert

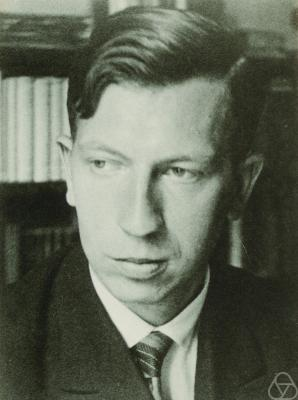
Herbert Seifert

Karl Johannes Herbert Seifert (* 27. Mai 1907 in Bernstadt a. d. Eigen; † 1. Oktober 1996 in Heidelberg) war ein deutscher Mathematiker, der sich vor allem mit Topologie befasste.

## Leben und Werk
Er wuchs in Bautzen als Sohn eines Justizamtmanns auf und studierte ab 1926 an der TH Dresden Mathematik und Physik, wo er u. a. bei William Threlfall hörte, unterbrochen von einem Studienaufenthalt im Wintersemester 1928/1929 in Göttingen, wo er die Topologen Heinz Hopf und Pawel Alexandrow traf. 1929 war er wieder in Dresden, wo sich die enge Zusammenarbeit mit Threlfall, mit dem er sich auch befreundete, fortsetzte. 1930 machte er seinen Abschluss (Lehrer-Staatsexamen) und promovierte gleichzeitig mit einer Arbeit über dreidimensionale geschlossene Mannigfaltigkeiten (die den Satz von Seifert und van Kampen enthält) zum Dr. rer. tech.
Danach ging er mit einem Stipendium an die Universität Leipzig zu Bartel Leendert van der Waerden, wo er 1932 mit einer im Wesentlichen schon vor seinem Leipzig Aufenthalt fertigen Arbeit über die später als Seifertsche Faserräume bekannten dreidimensionalen Mannigfaltigkeiten zum Dr. phil. promovierte (darin wird auch erstmals das Wort Faser-Raum eingeführt, in etwas anderer Verwendung heute ein zentraler Begriff der Topologie). Während dieser Zeit hielt er engen Kontakt zu Threlfall, mit dem er 1934 das Lehrbuch der Topologie herausbrachte (entstanden aus Vorlesungen von Threlfall), das in mehrere Sprachen übersetzt wurde. Im selben Jahr wurde er (auf Anordnung des Reichserziehungsministeriums) außerordentlicher Professor in Dresden und im Folgejahr in Heidelberg (nachdem Heinrich Liebmann den Stuhl aufgrund der nationalsozialistischen Nürnberger Rassegesetze aufgeben musste), ab 1937 ordentlicher Professor.
1936 besuchte er den Internationalen Mathematikerkongress in Oslo, wo er sich mit Polio ansteckte, und publizierte 1938 mit Threlfall Variationsrechnung im Großen (Morsetheorie) (mit einem gegen die politischen Zustände gerichteten Motto in Latein Hart ist es heute Mathematik Bücher zu schreiben, das ihnen einen Streit mit dem Herausgeber der Reihe Wilhelm Blaschke eintrug). In den Kriegsjahren arbeitete er am Institut für Gasdynamik der Luftwaffe in Braunschweig, woraus einige Arbeiten über Differentialgleichungsprobleme entstanden. Seifert verschaffte dort auch seinem Freund und Lehrer Threlfall im Krieg ein Unterkommen und bemühte sich nach Kriegsende, das beide im damals von Wilhelm Süss (Freiburg) gerade gegründeten Mathematischen Forschungsinstitut in Oberwolfach erlebten, ihn nach Heidelberg zu holen (er starb aber vorher). Ab 1946 war er wieder an der Universität Heidelberg (1948/9 auf Einladung von Marston Morse in Princeton), wo er das mathematische Institut wieder aufbaute und bis zu seiner Emeritierung 1975 blieb.
In seiner Habilitation aus dem Jahr 1934 definiert er Seifert-Flächen zur Berechnung von Knoteninvarianten.
Er war Mitglied der Heidelberger und Göttinger Akademie der Wissenschaften. 1992 wurde er Ehrenmitglied der Deutschen Mathematiker-Vereinigung.

## Namensgeber
- Seifert-Faserung
- Seifert-Fläche
- Seifert-Matrix
- Seifert-Vermutung, wonach stetige, nicht-singuläre Vektorfelder auf der 3-Sphäre eine geschlossene Lösungskurve besitzen. Das wurde von Seifert als Frage formuliert, und nicht als Vermutung. Die Vermutung wurde 1974 von Paul A. Schweitzer widerlegt ({\displaystyle C^{1}}-Kurven), mit weiteren Verbesserungen von Jenny Harrison und einem glatten Gegenbeispiel von Krystyna Kuperberg 1993.

## Schriften
- Konstruktion dreidimensionaler geschlossener Räume. Dissertation. In: Berichte der Sächsischen Akademie der Wissenschaften. 1931.
- Topologie dreidimensionaler gefaserter Räume. Dissertation. In: Acta Mathematica. 1933.
- Verschlingungsinvarianten. Habilitationsschrift 1934. In: Sitzungsberichte preußische Akademie der Wissenschaften. 1933.
- mit William Threlfall: Lehrbuch der Topologie. Teubner 1934 (Scan der englischen Übersetzung, PDF; 7,4 MB).
- mit William Threlfall: Variationsrechnung im Großen. Theorie von Marston Morse. [Hamburger Mathematische Einzelschriften 24. Heft]. Leipzig, Teubner, 1938.